# Rohrsheim
Rohrsheim is een plaats en voormalige gemeente in de Duitse deelstaat Saksen-Anhalt, en maakt deel uit van de Landkreis Harz.
Rohrsheim telt 670 inwoners.